# غويليرمو لا روزا
غويليرمو لا روزا (بالإسبانية: Guillermo La Rosa) ، من مواليد 6 يونيو 1952 في البيرو ، لاعب كرة قدم بيروفي سابق. لعب مع منتخب البيرو لكرة القدم.

## انجازات
| الموسم | الفريق                | الانجاز                     |
| ------ | --------------------- | --------------------------- |
| 1973   | ديفينسور ليما         | الدوري البيروفي لكرة القدم  |
| 1973   | منتخب بيرو لكرة القدم | Bolivarian Games            |
| 1978   | أليانزا ليما          | الدوري البيروفي لكرة القدم  |
| 1981   | أتلتيكو ناسيونال      | الدوري الكولومبي لكرة القدم |
| 1984   | أمريكا دي كالي        | الدوري الكولومبي لكرة القدم |

## روابط خارجية
- غويليرمو لا روزا على موقع الاتحاد الدولي (مؤرشف)  (الإنجليزية)
- غويليرمو لا روزا على موقع قاعدة بيانات كرة القدم.إي يو (الإنجليزية)
- غويليرمو لا روزا على موقع ناشيونال فوتبول تيمز (الإنجليزية)
- غويليرمو لا روزا على موقع عالم كرة القدم.نت (الإنجليزية)